# Елрој (Северна Каролина)
Елрој (енгл. Elroy) насељено је место без административног статуса у америчкој савезној држави Северна Каролина.

## Демографија
По попису из 2010. године број становника је 3.869, што је 27 (-0,7%) становника мање него 2000. године.
| Група             | 2000.         | 2010.         |
| Белци             | 2.674 (68,6%) | 2.296 (59,3%) |
| Афроамериканци    | 826 (21,2%)   | 847 (21,9%)   |
| Азијати           | 75 (1,9%)     | 65 (1,7%)     |
| Хиспаноамериканци | 268 (6,9%)    | 583 (15,1%)   |
| Укупно            | 3.896         | 3.869         |